# Transporte por jangadas en la cuenca del Plata
El transporte por jangadas en la cuenca del Plata refiere a un primitivo método que se empleó por más de un siglo para trasladar productos de la explotación de las más valiosas esencias forestales silvestres desde los montes y selvas de esa región de América del Sur hacia las industrias y mercados ubicados en las ciudades aguas abajo de los más importantes cursos fluviales de la cuenca del Plata, haciéndolo por medio de la flotación de conjuntos de grandes troncos sobre el descenso natural de las aguas de sus ríos, en especial en los de mayor porte (Paraguay, Paraná, Uruguay y Bermejo). Este método es denominado regionalmente “jangada”, mientras que en España procedimientos similares eran conocidos como almadías y maderadas, aunque por la primigenia condición de sus forestas, la enorme diversidad de sus especies y la mucho mayor amplitud, volumen y extensión de los cursos acuáticos en los cuales se llevaba a cabo —amén de sus diametralmente opuestos rasgos hidrográficos—, la faena del transporte de esas enormes masas de leños cohesionados, en dicha región subtropical sudamericana, adquirió características propias.

## Historia
El término “jangada” en la región del Plata al parecer posee un origen en el idioma portugués. Al pronunciarse con la jota castellana y no con sonido como consonante fricativa postalveolar sorda (el aplicado a la “ye” en esa palabra en Brasil y buena parte de la población de habla hispana de esa región), se cree que podría haber llegado por vía escrita o poseer en realidad otro origen.
Durante el siglo XIX y gran parte del siglo XX la jangada fue la única manera de poder explotar las regiones selváticas del Paraguay, el nordeste de la Argentina y el sur del Brasil, paliando de este modo la carencia absoluta de buenos caminos y de puentes que permitiesen unir la zona de explotación maderera con las situadas aguas abajo, en donde se encontraban las industrias y centros de consumo de materiales madereros.
Si bien en otras partes de los países del Cono Sur sudamericano se empleaba un método similar —por ejemplo en la región boscosa de la Patagonia— es en la zona de la cuenca del Plata donde adquiere una importancia comercial y cultural destacada, desarrollándose con características propias, adaptadas a los rasgos de la región.
En el Plata, para formar una jangada, primero los árboles eran apeados en los montes y selvas de los obrajes madereros (hasta una distancia de unos 20 kilómetros del río Alto Paraná del lado paraguayo y 25 km del lado misionero) y, mediante alzaprimas y yuntas de bueyes o mulas, sus troncos eran transportados a las barrancas de los grandes ríos, donde luego eran arrojados a las aguas. Allí, personal entrenado los iba reuniendo en un recodo o bahía tranquila, atándolos de manera rústica a troncos transversales más finos, empleando sogas, alambres y hasta lianas y, a su vez, manteniendo siempre al conjunto asido al fuste de algún gran árbol de la ribera. 
Se confeccionaban las jangadas exclusivamente con madera rolliza de las especies de mayor valor comercial, que en el caso misionero eran primero unas 4 o 5 a las que luego se les sumaron una veintena de especies más. En toda jangada formada en la selva paranaense era infaltable el cedro misionero (Cedrela fissilis), no solo por la calidad del producto sino también por ser usado como flotador de las jangadas, colocando atravesados sobre ellos los de especies con maderas más pesadas que el agua.
Con la misma función de flotador se empleaba a troncos de timbó colorado (Enterolobium contortisiliquum), de madera valiosa pero con menor valor comercial que la del cedro, el cual pasó a ser sobrexplotado, lo cual ponía en peligro todo el sistema de transporte de los productos forestales en jangadas ante la falta de una buena especie flotadora que lo supliera.
El viaje final solo se emprendía cuando el número de troncos llegaba a una cierta cantidad; entonces se liberaba la atadura costera, y al conjunto se lo alejaba de las márgenes ribereñas mediante largas cañas tacuaras o varas de madera llamadas “botadores”, a modo de pértigas. 
La misma corriente fluvial era la encargada de movilizar la gigantesca carga de madera, por lo que el movimiento acompañaba el natural deslizamiento de las aguas buscando la desembocadura. Por esta razón el viaje insumía hasta semanas, para transitar los cerca de 2000 kilómetros que comprendían los recorridos más extensos. 
Durante las noches se ataba la jangada a alguna isla, para evitar que pueda ser embestida por una embarcación. Esto prolongaba aún más el viaje. De allí que sobre la estructura los encargados de llevar el envío, denominados “jangaderos”, levantaban un rancho donde dormían y cocinaban. Debían estar atentos para evitar que la jangada se enganche en alguna punta costera o en las abundantes islas de su cauce, ya que de ocurrir el incidente el liberarla era una faena extenuante.
Esto se agravaba en los sectores de meandros y en bajante, por lo que si el río no presentaba cierto nivel, se mantenía la jangada en espero el tiempo necesario, período que podía superar un mes. Cuando las aguas volvían a un nivel adecuado, se liberaban las jangadas, las que podían pasar las poblaciones ribereñas en elevados números, llegando al medio centenar de formación en el Alto río Uruguay.
Otro peligro eran las tormentas de viento, ya que el embate de las olas lograba desarmar la unidad de los troncos, haciendo que cada uno flote a la deriva en solitario. Además de la pérdida económica que eso significaba, estos se tornaban en un serio peligro para la navegación convencional, ya que en razón del elevado peso específico de muchas de las especies explotadas, sobresalían muy poco sobre la superficie de las aguas, haciendo muy dificultoso el avistarlos a tiempo para poder eludirlos e impedir el impacto.
Igual daño a la jangada podían infligir en épocas de bajantes del nivel del río, los rápidos y correderas, es decir, anfractuosidades de piedras duras que afloraban interponiéndose en la corriente, generando borbollones y correntadas que aflojaban las ataduras de las jangadas. En el Alto río Paraná el más peligroso era el de los saltos del Apipé (hoy sumergidos por la represa hidroeléctrica de Yacyretá); para superarlos se dividía la gran jangada en jangadas más pequeñas con las cuales se intentaba sobrepasarlos de a una por vez. Luego de haber superado el obstáculo, se volvía a formar la unidad original y se proseguía el viaje. Cuando el salto era mayor, directamente debía desarmarse la jangada y trasladarse por tierra hasta el primer punto tranquilo aguas abajo. Esto era lo que ocurría en la línea de jangadas que bajaba por el curso del río Uruguay con maderas de la selva misionera. Al no poder atravesar las temidas cascadas de Salto Grande (hoy sumergidas al erigirse sobre ellas la represa homónima, se retiraban los troncos del río y se los llevaba hacia la ciudad de Federación (una de las de mayor historia maderera de la región); allí recibían un primer aserrado, antes de rearmarlos y continuar el descenso acuático rumbo a Buenos Aires.
En una primera época era solo la acción de la corriente de las aguas que bajaban la que ejercía la fuerza para movilizar las jangadas. Con el tiempo se prefirió acelerar el transporte haciendo que la planchada de troncos sea arrastrada por una lancha remolcadora. Una segunda embarcación se situaba por detrás de la jangada, la cual tenía la función de dirigirla y enderezarla para evitar que las aguas la arrojen contra la costa.

## El ocaso de las jangadas
Con el transcurrir del siglo XX fueron construyéndose rutas que comunicaron la región explotada con las ciudades del sur, al principio fueron de carpeta de tierra, posteriormente enripiada y finalmente asfáltica, lo que, junto a la erección de puentes que salvaban todos los cursos fluviales interpuestos, incluso los grandes ríos, a los que se los podía transponer incluso por medio de un túnel subfluvial, permitía el viaje en camión desde el mismo establecimiento hasta el lejano aserradero en el transcurso de pocas horas. 
Con el aumento del transporte por buques, las jangadas resultaban un obstáculo para estos, por lo que se cambió los reglamentos de navegación para que el descenso de las mismas no pueda superar la altura de la ciudad de Corrientes, debiendo en la misma desarmarse cada jangada y los troncos ser transbordados a vagones para continuar su viaje por tren.
Frente a tales circunstancias, el empleo de las jangadas para cubrir solo una parte del trayecto fue perdiendo su razón económica.
En la provincia de Misiones otro factor que coadyuvó al abandono del transporte por jangadas fue que como tanto el río Alto Paraná como el Alto Uruguay constituyen límites internacionales, por lo que aun cuando la madera provenga de territorio argentino y se trasladase a puertos del mismo país, al embarcar y desembarcarla debían realizarse trámites aduaneros en los principales destinos de la madera transportada (las ciudades de Buenos Aires y Rosario), formalidades de las cuales estaban eximidos los transportes de troncos que utilizaban las vías terrestres.

## Las jangadas en la cultura popular
La pieza musical folklórica argentina “Canción del Jangadero”, de Jaime Dávalos y Eduardo Falú, hace referencia a este antiguo medio de transporte fluvial del litoral y la dureza del trabajo de los jangaderos. La misma fue muy popular en las décadas de 1960 y 70, precisamente cuando las jangadas comenzaban a desaparecer.
El escritor uruguayo Horacio Quiroga escribió dos guiones cinematográficos que no llegaron a filmarse, uno de ellos era el denominado “La jangada”, el cual estaba basado en dos de sus cuentos: “Los mensú” y “Una bofetada”.
Fue un antecedente destacado a otros films que narrarían el trasfondo de injusticias sociales que vivían los mensús, es decir, los trabajadores del monte misionero-paraguayo, en ambos casos sobre la explotación de los cosechadores de la yerba mate: “Prisioneros de la tierra” —de Mario Soffici, del año 1939 (basado en cuentos del propio Quiroga adaptados al relato cinematográfico por su propio hijo Darío)— y “Las aguas bajan turbias” —de Hugo del Carril, del año 1952—, hitos del cine político-social de las primeras décadas del cine argentino.